# René Pomeau
Ne doit pas être confondu avec René Pommier.
Pour les articles homonymes, voir Pomeau.
René Pomeau, né le 20 février 1917 à Beautiran (Gironde) et mort le 26 février 2000 à Clamart (Hauts-de-Seine), est un universitaire français, spécialiste de la littérature française du XVIIIe siècle, des Lumières, et de Voltaire en particulier.

## Biographie
Il est admis au Lycée Thiers en 1928, où il effectue sa scolarité jusqu'aux classes préparatoires. En khâgne, il est transféré au lycée Louis-le-Grand. Admis à l'École normale supérieure en 1937, il est reçu à l'agrégation des lettres en 1941. Professeur au lycée d'Angoulême, il écrit son premier article sur Voltaire en 1944. En octobre 1945, il est nommé au lycée de Tours. Il devient assistant à l’université de Bordeaux en 1949-1950, puis à celle de Poitiers à partir de 1950. En janvier 1954, il est nommé à la Faculté des lettres de Toulouse.
Sous la direction de René Jasinski, il commence une thèse intitulée La Religion de Voltaire, qu'il soutient le 20 mars  1954. Jean Marie Goulemot souligne que cette thèse « marque une date dans l’interprétation de la pensée et de la philosophie de l’écrivain qu’elle soustrait au radicalisme libre-penseur et à la condamnation souvent haineuse de la tradition catholique ». En 1961, il est appelé au jury du concours de la rue d’Ulm.
En 1963, il est nommé à la Sorbonne, où il contribue au renouveau des études littéraires. Il fonde la Société française d'étude du XVIIIe siècle, multiplie dans les années 1970 et 1980 les conférences de par le monde, notamment au Japon, en Corée, en Chine. En 1979 il devient président de la Société d'histoire littéraire de la France. En 1988, René Pomeau est élu membre de l'Académie des sciences morales et politiques, succédant à Pierre Clarac. Son épouse, née Colette Thomas, est décédée en juillet 2017[réf. souhaitée].
En 1994, il obtient la médaille d'argent de Florian.
René Pomeau a consacré toute sa vie à son écrivain de prédilection, Voltaire. L'aboutissement de son travail est la publication en 1985-1994, avec ses collaborateurs, de sa biographie-monument en cinq volumes, Voltaire en son temps, par la Fondation Voltaire de l'université d'Oxford, « qui fait le point sur Voltaire pour cinquante ans » (Pierre Lepape) .
Il s'est intéressé également à Laclos et à Beaumarchais.

## Publications

### Ouvrages
- La Religion de Voltaire, 1954. Nouvelle édition revue et augmentée en 1969 chez Nizet.
- L'Europe des Lumières, cosmopolitisme et unité européenne au XVIIIe siècle, Paris, Éditions Stock , 1966
- L'Âge classique : 1680-1720, Vol. 3, Éditions  Arthaud, 1971
- Laclos ou le paradoxe, Paris,  Éditions  Hatier, 1975
- Beaumarchais ou la bizarre Destinée, Paris,  PUF, 1987
- Voltaire en son temps, 5 volumes, Voltaire Foundation, 1985-1994 puis 2 volumes chez Fayard, 1995
- Mémoires d'un siècle, entre XIXe et XXIe, Éditions  Fayard, 1999

### Articles
- « Montesquieu: Le Vécu d'une Politique », Commentaire, n°17, printemps 1982.
- « La Faute à Voltaire », dans la série Ces Libéraux qui ont fait la France, L'Esprit libre, no 14, mars 1996, p. 16-18

### CD-Rom
- Voltaire, supervision des contenus. Wanadoo Éditions, producteur Claude Richardet, 2001.